# (100679) 1997 XV10
(100679) 1997 XV10 es un asteroide perteneciente al cinturón de asteroides descubierto el 15 de diciembre de 1997 por el equipo del Beijing Schmidt CCD Asteroid Program desde la Estación Xinglong, Hebei, China.

## Designación y nombre
Designado provisionalmente como 1997 XV10.

## Características orbitales
1997 XV10 está situado a una distancia media del Sol de 2,274 ua, pudiendo alejarse hasta 2,726 ua y acercarse hasta 1,822 ua. Su excentricidad es 0,198 y la inclinación orbital 5,424 grados. Emplea 1252,94 días en completar una órbita alrededor del Sol.

## Características físicas
La magnitud absoluta de 1997 XV10 es 16,3. 